# Holler-Stiftung
Die 1990 in München errichtete und ansässige Holler-Stiftung ist eine allgemeine Stiftung des bürgerlichen Rechts. Ihre Satzung bestimmt als ausschließlichen und unmittelbaren Zweck die Förderung der Jugendfürsorge, der menschlichen und medizinischen Betreuung Schwerkranker, der Wissenschaft sowie von Kunst und Kultur. Die Holler-Stiftung ist eine reine Förderstiftung, die andere gemeinnützige Organisationen finanziell unterstützt. Bereits 1963 sah ein gemeinsames Testament der Eheleute Christian C. und Asta Holler als alleinigen Erben des zuletzt Versterbenden eine Stiftung vor. Als Erbin der „Holler-Gruppe“ überlebte Asta Holler ihren Mann um zwei Jahrzehnte. 1987 verfügte sie letztwillig die Stiftung in ihrer endgültigen Ausprägung. Als Begünstigte legte sie den „SOS Kinderdorf e. V.“ und den „Hermann-Gmeiner-Fonds Deutschland e.V.“ fest sowie das „Institut für Grenzgebiete der Psychologie e.V.“ (Freiburg/Breisgau), die „Kunststiftung Volkswagen e. V.“ (Wolfsburg) und die „Hildegard Hospiz-Stiftung“ (Basel). Die Holler-Stiftung ist der größte Einzelspender der beiden deutschen SOS-Kinderdorf-Vereine, an die seit 1991 ein dreistelliger Millionenbetrag zur Ausschüttung gelangte. Sie ermöglichte den Bau des Kunstmuseums Wolfsburg und fördert dessen Betrieb mit einem hohen Anteil ihrer Ausschüttungen. Die ungewöhnliche Verschiedenartigkeit der Stiftungszwecke entsprang den Neigungen und Nöten, welche die letzte Phase im Leben Asta Hollers kennzeichneten.

## Stifter
Christian Konrad („C.“) Josef Holler (* 11. März 1900 in Pasing; † 22. Oktober 1969 in Berlin) war ein deutscher Versicherungsmakler. Nach Volksschule und Realgymnasium in Stuttgart trat er 1912 in das Königlich Bayerische Kadettenkorps in München ein. Bereits 1917 stand Holler an der Front, erhielt eine „Notreifeprüfung“ attestiert und wurde 1919 als Leutnant der Reserve a. D. aus dem Militärdienst entlassen. Da eine Offizierslaufbahn in der nach 1919 im Umfang beschränkten Reichswehr für ihn ausschied, sammelte er zunächst Erfahrungen im Bankwesen und anschließend in der Versicherungsbranche.
Seit 1926 betrieb Holler gemeinsam mit dem Versicherungskaufmann Erich Gradmann (1894–1971), der sich auf die Versicherung von Kraftwerksanlagen spezialisiert hatte, zunächst in Stuttgart, dann in Frankfurt/M. die „Gradmann & Holler ohG“ (G&H) als eine Generalagentur des Allianz-Konzerns, der aus Krieg und Inflation als größter deutscher Versicherer hervorgegangen war. Ende der 1920er Jahre verlegte die Firma ihren Hauptsitz nach Berlin, ins Zentrum der deutschen Versicherungswirtschaft, wo auch die Hauptverwaltungen vieler Großunternehmen saßen. Die Kraftwerke der Kohlenreviere Mittel- und Ostdeutschlands ließen sich von hier aus gut erreichen. Deren Stromerzeugung nahm während der zwanziger und dreißiger Jahre, lediglich unterbrochen durch die Weltwirtschaftskrise, stetig zu, entsprechend Zahl und Größe der zu versichernden Anlagen. Das Hauptgeschäft von G&H bestand in der Vermittlung von Maschinenversicherungen für Energieerzeuger und -versorger sowie von Gruppenlebensversicherungen. Gradmann, Experte für Maschinenversicherungen, und Holler, bald Fachmann für Gruppenlebensversicherungen, ergänzten sich ideal. G&H rückte in die Spitzengruppe der deutschen Versicherungsmakler auf.
Christian Holler wurde im Sommer 1940 zur Wehrmacht eingezogen. Er führte Transportkolonnen der Luftwaffe, zunächst im „Operationsgebiet Westfront“, zwischen 1941 und 1943 an der Ostfront und wurde danach als Sachbearbeiter für Transportangelegenheiten zum Generalstab der Luftwaffe abkommandiert. Zum 1. Dezember 1943 erfolgte seine Beförderung zum „Major d. R. z. V.“. Holler geriet in englische Gefangenschaft, aus der er im August 1945 entlassen wurde. Vom „Gesetz zur Befreiung von Nationalsozialismus und Militarismus“ galt er als „nicht betroffen“.
Bis 1945 führte Gradmann das Geschäft allein. G&H vermittelte auch Versicherungen staatlicher Großbaustellen, auf denen KZ-Häftlinge eingesetzt wurden, an die Allianz und verdiente als Generalagent mit an den großenteils „ziemlich schmutzige(n) Geschäfte(n)“, welche der Versicherungskonzern besonders „im Osten“ betrieb.
Nach dem Ende des Zweiten Weltkriegs verlor G&H mit den Kraftwerkskunden in den Gebieten, die nun zu Polen gehörten oder in der künftigen DDR lagen, den Großteil des Prämienvolumens. Umso wichtiger wurde die Pflege bestehender und neu zu knüpfender Netzwerke zu Versicherern und Industrieunternehmen im Westen. In G&H-Niederlassungen in Stuttgart und Düsseldorf arbeiteten bald wieder Stäbe kompetenter Versicherungsfachleute. Als Generalagentur der Allianz erlebte G&H in der Aufbauphase der Bundesrepublik und im „Wirtschaftswunder“ einen raschen Aufstieg. In Sparten, wo G&H dem Konzern nicht verpflichtet war, reüssierte die Firma als freier Makler.
Holler ordnete die Versicherungsangelegenheiten des Volkswagenwerkes nach der Währungsreform neu und entwickelte sich zu einer Art „Hofmakler“ des expandierenden Unternehmens. Er vermittelte diesem Versicherungen aller Art, darunter die neuartige Feuerbetriebsunterbrechungsversicherung, ferner Kollektiv-Lebensversicherungen, die eine Betriebsrente ermöglichten, und nicht zuletzt Transportversicherungen im Zusammenhang mit dem wachsenden Export von „Käfern“ nach Übersee. Volkswagen war lange der größte Einzelkunde von G&H.
Im Alleingang, ohne Gradmann einzubeziehen, erwarb Holler sämtliche Anteile an einer 1948 gegründeten, „Volkswagen Versicherungsdienst GmbH“ (VVD), die noch keinen Gewinn abwarf. Zweck des Unternehmens war die Vermittlung von Kfz-Versicherungen, zunächst vor allem Haftpflichtversicherung und Kaskoschutz, sowie die Betreuung von Kunden im Schadensfall. Da der Aufholbedarf bei der Verbreitung von Personenkraftwagen groß war, zog die Nachfrage rasch an. und der VVD gelangte schnell in die Gewinnzone. Die Gesellschaft engagierte sich auch auf Auslandsmärkten des Volkswagenwerkes und errichtete Tochterunternehmen in Österreich (1953), Brasilien (1953) und Südafrika (1959) sowie in den Niederlanden (1960) und Italien (1961), in England (1962) und Frankreich (1962), schließlich in der Schweiz (1965). Die Gewinne der so entstandenen „Holler-Gruppe“ sollten dereinst das Kapital einer Stiftung bilden.
Das Volkswagenwerk, ganz auf die Ausdehnung der Produktionskapazitäten und den Export konzentriert, billigte jahrzehntelang die Arbeitsteilung mit Holler. Da neben der Steuer vor allem die Versicherung eine Kfz-Haltung mit fixen Kosten belastet, förderte eine günstige Kfz-Versicherung mit kulanter Schadensregulierung, wie sie das Geschäftsmodell des VVD ermöglichte, den Absatz von Volkswagen in neue Käuferschichten. Weil VW-Händler die Policen vermittelten, band eine Versicherung über den VVD die Kunden an die Marke. Bei der Gestaltung der Kfz-Steuertarife stützte sich das Bundeswirtschaftsministerium oft auf Statistiken, die der VVD lieferte. Für die regelmäßig erneuerte Genehmigung, den Markennamen „Volkswagen“ zu benutzen und damit zugleich vorteilhaft als Teil des VW-Konzerns zu erscheinen, führte der VVD an diesen jährlich eine Namensführungsgebühr ab. Jahrzehntelang befanden sich Volkswagen und der ausgelagerte VVD in einer Win-win-Situation.
Sämtliche Anteile am VVD lagen seit 1951 bei der von Holler 1939 in Berlin erworbenen Wertschutz GmbH, die in West-Berlin seit 1951 steuerlich von den Gesetzen zur Förderung der Berliner Wirtschaft profitierte. Angesichts der politisch unsicheren Situation der Stadt schaltete Holler der Wertschutz GmbH 1961 mit der Assivalor AG eine Muttergesellschaft in der Schweiz vor, der er auch Anteile an anderen Firmen der Holler-Gruppe übertrug.
Ende 1933 hatten Christian Holler und Josepha Adamek, geborene Griessler (* 15. Dezember 1904 in Wien; † 17. August 1989 in München), geheiratet. Über die ersten Jahrzehnte im Leben der Tochter Josef Griesslers (1863–1934), eines Wiener Amtsdieners im Parlament, und dessen Ehefrau Anna, geb. Zechner (1868-vermutlich 1961) ist wenig bekannt. Wahrscheinlich arbeitete Josepha Griessler zunächst in einer Bank, dann als Schneiderin. Sie verfügte über ein beachtliches Zeichentalent und ließ sich später „Asta“ rufen. Die Ehe blieb kinderlos.
Die G&H oHG wurde 1958 in eine Kommanditgesellschaft umgewandelt. Nach dem Ausscheiden der beiden Gründer ging deren Leitung auf Kurt Stroh (1921–2010) und Walther Leisler Kiep über, die 1968 zu persönlich haftenden Gesellschaftern ernannt worden waren. Asta Holler verband mit der G&H KG nur noch ein Kommanditanteil, der sie zu jährlichen Beteiligungsvergütungen berechtigte. Da ihren Erben nur eine Abfindung nach dem Buchwert zustand, würde dem Grundstock der geplanten Stiftung von dieser Seite nur eine vergleichsweise geringfügige Summe zufallen. Deshalb machte es sich Asta Holler als Geschäftsführerin der Wertschutz GmbH und als Präsidentin des Verwaltungsrates der Assivalor AG in den zwei Jahrzehnten nach dem Tod ihres Mannes zum Lebensinhalt, die Firmen der Holler-Gruppe mit dem VVD als Herzstück zu erhalten.

## Stiftungszwecke
Bereits 1963 hatte ein gemeinsames Testament der Eheleute Holler als alleinigen Erben des zuletzt Versterbenden eine „rechtsfähige öffentliche Stiftung des bürgerlichen Rechts“ vorgesehen. Es forderte, die zum Nachlass gehörenden Beteiligungen des Ehemannes an der Wertschutz GmbH und der Assivalor AG „solange wie möglich“ für diese Stiftung zu erhalten und nur deren Erträge für die Aufgaben der Stiftung zu verwenden. Eine dem Testament beigegebene Satzung bestimmte, dass die eine Hälfte der Ausschüttungen dem „SOS-Kinderdorf e. V.“ zugutekommen sollte. Das Konzept der „Mutter-Kind-Dörfer“ überzeugte die Hollers; jahrelang unterstützte Asta Holler persönlich ein SOS-Kinderdorf in Brasilien und nahm an dessen Entwicklung regen Anteil. Zur anderen Hälfte sollten Stiftungsmittel „bedürftigen Begabten“ ein Hochschulstudium ermöglichen. Die Hollers wollten jungen Menschen eine Ausbildung zukommen lassen, die ihnen einst nicht zuteilgeworden war.
Zutiefst besorgt um den Bestand der Holler-Gruppe und da ihr unternehmerische Erfahrung und Detailkenntnis fehlten, stützte Asta Holler sich auf loyale Mitarbeiter ihres Mannes, vertraute aber auch Horoskopen und versuchte, auf okkultischen Sitzungen den Rat ihres verstorbenen Ehemannes einzuholen. Sie begeisterte sich für Uri Gellers Künste und ließ dem umstrittenen Freiburger „Institut für Grenzgebiete der Psychologie e. V.“ (IGPP), dessen Leiter die vereinsamende Unternehmerin hofierte, Spenden zukommen. 1976 errichtete Asta Holler die „Christian C. und Asta Holler-Stiftung“ mit einem Kapital von 500.000 DM als Pilotprojekt für die geplante posthum zu errichtende „Holler-Stiftung“. Um einer zukünftigen Stiftungsverwaltung den Aufwand zu ersparen, unter „bedürftigen Begabten“ eine Auswahl treffen zu müssen, fiel dieser Förderzweck 1976 weg. Zu dem bereits im Testament von 1963 vorgesehenen Destinatär „SOS Kinderdorf e.V.“ traten der „Hermann-Gmeiner-Fonds Deutschland e. V.“ und mit Anspruch auf 25 % der Ausschüttungen das IGPP. Da dem dubiosen Institut über kurz oder lang die Aberkennung der Gemeinnützigkeit gedroht hätte, verschob die Holler-Stiftung später dessen Forschungsschwerpunkt, indem sie die Leitung einem renommierten Hochschullehrer übertrug. Eine Reform des Stiftungsrechts ermöglichte es, das Vermögen der „Christian C. und Asta Holler-Stiftung“ 2023 auf dem Wege einer Zulegung auf die „Holler-Stiftung“ zu übertragen.
Die Aufnahme der „Kunststiftung Volkswagen“ in den Kreis der Destinatäre verdankte sich dem jahrelangen Bemühen Asta Hollers, den VVD als Teil der Holler-Gruppe zu erhalten, was eine fortdauernde Gewährung des Namensführungsrechts durch Volkswagen voraussetzte. Das gelang eine Zeitlang, indem die Witwe auf den letzten Willen ihres Mannes, den VVD niemals zu veräußern, und auf dessen Wirken zum Wohle des Volkswagenwerkes verwies. Doch gewann der Gedanke, den VVD zu integrieren, im VW-Konzern an Gewicht, und Asta Holler musste für die Verlängerung des Namensführungsrechts Kompromisse eingehen. Die Gebühr für die Namensführung wurde erhöht, und 1975 beschloss der VW-Vorstand, Namensführungsrechte nur noch an Gesellschaften zu vergeben, an denen der Konzern mehrheitlich beteiligt war oder auf deren Geschäftspolitik er wesentlich Einfluss nehmen konnte. Eine im Frühjahr 1976 von Volkswagen gegründete „VW-Versicherungs-Vermittlungs-GmbH“ (VWV) drang ein Stück weit in die Domäne des VVD ein. Als Asta Holler daraufhin eine Bestätigung erbat, dass der VVD immerfort beauftragt werde, den Vertrieb von Kraftfahrzeugen des VW-Konzerns „durch seinen besonderen Kundendienst auf dem Gebiet der Versicherung zu fördern“ und weitreichende Aufgaben für diesen aufzählte, weckte sie schlafende Hunde. Volkswagen koppelte die Erneuerung des Namensführungsvertrags an die Einrichtung eines Beirates, über den das Werk die Geschäftspolitik des VVD per Vetorecht beeinflussen konnte, und der VVD firmierte fortan als „V.A.G. Versicherungs-Service: VVD“. Außerdem wurde der Vertrag nur um fünf Jahre verlängert.
1982 trat Carl H. Hahn als neuer Vorstandsvorsitzender von Volkswagen an und kümmerte sich bald persönlich um den zukünftigen Status des VVD. Aus Sorge, dieser könnte seine Funktion, als operatives Unternehmen Erträge für die Stiftung zu erwirtschaften, nach ihrem Ausscheiden nicht mehr erfüllen, kündigte Asta Holler trotz altersbedingter gesundheitlicher Probleme an, bis zu ihrem 90. Geburtstag die Geschäfte der Holler-Gruppe zu führen. Ferner bot sie an, dem Volkswagenwerk die Hälfte ihres Vermögens für gemeinnützige Zwecke – welche auch immer – zu überlassen, um den Namensführungsvertrag auf Dauer zu stellen. 1984 verfügte Asta Holler letztwillig eine gemeinnützige Stiftung zu ihrer alleinigen Erbin. Zu deren Begünstigen bestimmte sie außer den drei Destinatären der „Christian C. und Asta Holler-Stiftung“ eine „vom Volkswagenwerk zu gründende gemeinnützige Stiftung“. Diese sollte die Hälfte der Ausschüttungen erhalten, solange Volkswagen den Namensführungsvertrag mit dem VVD nicht kündigte, andernfalls sämtliche Ausschüttungen den drei anderen Vermächtnisnehmern zufielen. Mit diesem Testament zahlte Asta Holler den Preis dafür, dass der Namensführungsvertrag Ende 1984 wiederum um fünf Jahre verlängert wurde.
Erst im Sommer 1986 erfuhr Asta Holler, dass die vom Volkswagenwerk zu gründende „gemeinnützige Stiftung“ ein Kunstmuseum einrichten wollte. Dies befremdete sie, denn Kunst bedeute ihr wenig. Es enttäuschte sie zudem, dass dem VVD nach vollzogener Begünstigung der geplanten Wolfsburger Stiftung die Namensführungsgebühr nicht erlassen werden sollte. Sie entschloss sich daher, den Anteil der Wolfsburger Stiftung auf 40 % zu reduzieren und die in Basel ansässige „Hildegard Hospiz-Stiftung“ als fünften Destinatär mit einem Anteil von 10 % an den Ausschüttungen zu bedenken. Ein neues Testament vom Frühjahr 1987 enthielt einen entsprechenden Passus sowie eine Satzung, welche die Aufgaben der Stiftungsorgane regelte und die Amtsträger benannte, die ein Kuratorium der Stiftung bilden und deren Vorstand bestimmen sollten.
Die „Kunststiftung Volkswagen“ entstand 1987; ihren Anfangsetat spendeten VW-Händler, das Werk und die Stadt Wolfsburg. Asta Holler war überzeugt, den Fortbestand des VVD durch hohe Zuwendungen an diese Stiftung dauerhaft gesichert zu haben. Den Chefsyndikus der VW AG Jürgen Schow (1929–2020) bestimmte sie zum Testamentsvollstrecker und zum ersten Vorstand der Holler-Stiftung. Dieser übernahm auch die Gebrechlichkeitspflege während ihrer letzten Lebensmonate.

## Stiftung
Am 7. September 1990 genehmigte das Bayerische Staatsministerium für Wissenschaft und Kunst die Stiftung. Das Münchner Finanzamt erkannte deren Gemeinnützigkeit an. Die eidgenössische Steuerverwaltung erlaubte, den von der Assivalor AG gehaltene 90%igen Anteil an der Wertschutz GmbH, deren Verkehrswert den 1961 angesetzten Buchwert inzwischen um ein Vielfaches überstieg, unentgeltlich als Zustiftung an die Holler-Stiftung abzutreten, was zu einer beträchtlichen Steuerersparnis führte. Vermutlich verdankte sich dieses Entgegenkommen der Tatsache, dass zu den Begünstigten der Holler-Stiftung auch eine wohltätige schweizerische Stiftung gehört. Das Privatvermögen und sämtliche Beteiligungen Asta Hollers an deutschen und internationalen Unternehmen gingen auf die Stiftung über. Mit einem Grundstockvermögen von 360 Mio. DM gehörte diese zu den großen privaten Stiftungen in Deutschland.
Der VVD bildete das wirtschaftliche Rückgrat der Holler-Stiftung. Doch die finanzielle Abhängigkeit des im Bau befindlichen Museums von der Holler-Stiftung schützte bald nicht mehr vor Versuchen, den VVD dem Volkswagen-Imperium einzuverleiben. Im Zuge der Entwicklung zum Finanzdienstleister drängte die VWV-GmbH auf eine Inkorporation der Kfz-Versicherung. Doch als sich Ende 1991 beim Bau des Museums eine Finanzierungslücke von rund 40 Mio. DM auftat, sprang die Wertschutz GmbH der Holler-Stiftung mit einem Überbrückungskredit ein. Um Zinsen und Tilgungsraten zurückzahlen zu können, benötigte die Kunststiftung Zuwendungen der Holler-Stiftung, und Volkswagen verlängerte den Namensführungsvertrag mit dem VVD bis 1999. Das „Kunstmuseum Wolfsburg“ eröffnete 1994.
Ferdinand Piëch, der Nachfolger Carl. H. Hahns als Vorstandsvorsitzender, billigte dessen Absprache mit Asta Holler nicht und ließ Möglichkeiten einer veränderten Kooperation zwischen dem VVD und Volkswagen ausloten. Eine Wirtschaftsprüfungsgesellschaft ermittelte den Unternehmenswert des VVD. Da Volkswagen entschlossen war, den Namensführungsvertrag im Jahr 2000 auslaufen zu lassen und zumal rapide Veränderungen der deutschen und europäischen Marktverhältnisse bereits die Konkurrenzfähigkeit des VVD gefährdeten, konnte die Holler-Stiftung 1999 unter der Voraussetzung, dass sie das Kunstmuseum weiterhin förderte, 100 % Geschäftsanteile am VVD für 230 Mio. DM an die VW-Financial Services AG verkaufen. Die von Asta Holler verfügte Pönale, die Begünstigung des Kunstmuseum bei einem Auslaufen des Namensführungsvertrages zu beenden, erwies sich jetzt als obsolet. Daher genehmigte die Stiftungsaufsicht eine Satzungsänderung.
Auf Jürgen Schow als Vorstand folgte 2001 Klaus Kaminsky (* 1941), der zuvor lange der Geschäftsführung des VVD angehört hatte. 2005 trat der promovierte Jurist Christoph-Marc Pressler (* 1958), der Erfahrungen im werterhaltenden Umgang mit Großvermögen einbrachte, als neuer Vorstand an. Die Entwicklung auf den internationalen Kapitalmärkten stellte das Stiftungsmanagement vor neue Herausforderungen. Heute betreibt die Holler-Stiftung Autohäuser in Übersee, hält Waschstraßen sowie Tankstellen in ihrem Portfolio und ist nach wie vor im Versicherungsgeschäft tätig. Über weitere Beteiligungen bietet sie Vermögensverwaltung für Dritte an.

## Ehrungen
In Wolfsburg ist ein Platz nach den Stiftern benannt.